# Artista do Povo da URSS (artes plásticas)
Artista do Povo da URSS (em russo: Народный художник СССР) foi um título honorífico da URSS, estabelecido por um decreto do Presidium do Soviete Supremo da União Soviética datado de 16 de julho de 1943 "para as figuras mais proeminentes das belas-artes soviéticas que têm méritos especiais no desenvolvimento da pintura, escultura, artes gráficas, arte decorativa e aplicada". Foi concedido pelo Presidium do Soviete Supremo da URSS.

## Regulamentos para o título honorífico
1. O título honorífico de "Artista do Povo da URSS" é atribuído às figuras mais proeminentes da arte soviética, que têm méritos especiais no desenvolvimento da pintura, escultura, arte gráfica, monumental, decorativa e aplicada, arte teatral, cinematográfica e educação de jovens artistas.
2. A atribuição do título honorífico "Artista do Povo da URSS" é feita sob proposta do Ministério da Cultura da URSS, da Comissão de Cinematografia do Estado da URSS, do Conselho da União de Artistas da URSS, da União de Cinematógrafos da URSS e da União Soviética de Cinematógrafos.
3. As pessoas que receberam o título honorário de "Artista do Povo da URSS" recebem um diploma do Presidium do Soviete Supremo da URSS, um crachá e um certificado.
4. A insígnia "Artista do Povo da URSS" é usada no lado direito do peito e, se as pessoas que receberam este título têm ordens da URSS, a insígnia é colocada acima delas.

## Descrição
A insígnia "Artista do Povo da URSS" é feita em tombac dourado, e tem uma forma quadrangular com pontas torcidas. Mede 22,5 x 23,5 mm. Na parte central está a inscrição "Народный Художник СССР" ("Artista do Povo da URSS"), com a foice e martelo abaixo. A inscrição e o símbolo estão em relevo, com letras convexas. A fita é anexada à medalha por um alfinete decorado com ramos de louro.

## História
Os primeiros titulares do título honorário "Artista do Povo da URSS" foram, em 26 de julho de 1943, quatro pessoas: os pintores Alexander Gerasimov e Boris Ioganson, escultores Sergey Merkurov e Vera Mukhina.
O último detentor do título honorário "Artista do Povo da URSS" foi, em 20 de dezembro de 1991, Peter Fomin, professor do Instituto Repin de Pintura, Escultura e Arquitetura, por grandes serviços no desenvolvimento de belas-artes soviéticas.
No total, 159 pessoas foram homenageadas.